# Гаврилів Ігор Іванович
І́гор Іва́нович Гаври́лів (нар. 1 серпня 1966, м. Самбір, Львівська область) — український актор театру та кіно. Заслужений артист України (2014), актор Національного академічного українського драматичного театру імені Марії Заньковецької. З 1989 року член Спілки театральних діячів України (Національна спілка театральних діячів України).

## Життєпис
Народився 1 серпня 1966 р. у м. Самбір Львівської області. Закінчив Самбірську середню школу № 9. Навчався у Самбірському училищі культури (1981—1983), після закінчення якого працював художнім керівником Будинку культури села Воютичі Самбірського району Львівської області.
Протягом 1984—1986 рр. навчався у Студії при театрі імені Марії Заньковецької, курс заслуженого артиста України Ю. Єременка. Під час навчання у студії працював артистом розмовного жанру у Львівській обласній філармонії.
1986—1988 рр. — служив у армії. Після армії знову працював у Львівській філармонії у вокально-інструментальному ансамблі «Мальви». Закінчив Київський національний університет культури і мистецтв, курс Є. Бондаренка.
З 1989 р. — актор Національного академічного українського драматичного театру імені Марії Заньковецької.
25.09.2016 р. відбувся бенефіс до 50-річчя заслуженого артиста України Ігоря Гавриліва. У творчому доробку актора понад вісімдесят ролей, серед яких Фроггі у виставі «Гамлет у гострому соусі», Йосип Скорик у «Сватанні на Гончарівці», Барон Лясло Верецьки у романтичній опереті «Шаріка», Король у казці-притчі для дорослих «Голий король», Олекса Бабич у драмі «Украдене щастя» та низка інших. За роль у виставі «Анатоль» (А. Шніцлер) Ігоря Гавриліва було відзначено нагородою «За найкращу роль другого плану»; за роль німця-лікаря у виставі «Мотря» (за Б. Лепким) — «За найкращий епізод».

## Сім'я
Батько Гаврила Іван Антонович (1941—1996) і мати Гаврила Ярослава Антонівна (*1949) — робітники.

## Творчість

### Ролі в театрі
Зіграв понад 80 ролей, зокрема:
- «Амадей» Пітер Шеффер — Граф Франц Орсіні-Розенберг;
- «Блазні мимоволі» Орест Огородник — Леонтій Заєць, брат Степана; Софокл, сусід Степана;
- «Останній гречкосій» Орест Огородник — Річард;
- «Пані міністрова» Бранислав Нушич — Дядько Яків; Сава Мишич;
- «Полліанна» Елеонор Портер — Том;
- «Небилиці про Івана, знайдені в мальованій скрині з написами» Іван Миколайчук — Піп; Лицедії;
- «Візит літньої пані» Фрідріх Дюрренматт — Кобі;
- «Віяло леді Віндермір» Оскар Уайльд — Герцог Бервік;
- «Гамлет у гострому соусі» Альдо Ніколаї — Фроггі;
- «Державна зрада» Рей Лапіка — Микола Костомаров; Іван Посяда;
- «Дама з камеліями» Александр Дюма-син — Сен-Годанс;
- «Неаполь-місто попелюшок» Надія Ковалик — Емігранти;
- «Ісус, син Бога живого» Василь Босович — Нафанаїл;
- «Криза» Орест Огородник — Іван;
- «Невольник» Тарас Шевченко — Опара, запорожець; Козаки;
- «Сільва» Імре Кальман — Мікса, розпорядник у вар'єте;
- «Сто тисяч» Іван Карпенко-Карий — Савка;
- «Сватання на Гончарівці» Григорій Квітка-Основ'яненко — Йосип Скорик;
- «Троє товаришів» Еріх-Марія Ремарк –Готтфрід Ленц;
- «Шаріка» Ярослав Барнич — Барон Лясло Верецьки;
- «Суботня вечеря» Шолом-Алейхем — Лайзер, м'ясник;
- «Пропала грамота» Микола Гоголь — Петро Перебийніс;
- «Назар Стодоля» Тарас Шевченко — Прохір-слуга; Слуги в Кичатого:;
- «По щучому велінню» Марко Кропивницький — Батько; Король;
- «Історія коня» Лев Толстой — Феофан (він же Фріц);
- «Або — або» Інна Павлюк, Наталя Лісова — Завгосп;
- «Завчасна паморозь» Райнер Марія Рільке — Клаус Гірдінг;
- «Тільки у Львові — Бум, Пім, Пім» Вадим Сікорський — Господар;
- «Диво-квітка» Наталія Боймук — Володар Лісу;
- «Король стрільців або Муза в офсайді» Іван Керницький — Старий Гуцул; Гурт спортовців-футболістів;
- «Циліндр» Едуардо де Філіппо — Роберто; чоловіки;
- «Симфонія сльози» Юрій Косач — Галуппі;
- «Безодня» Орест Огородник — Стасік;
- «Різдвяна ніч» Михайло Старицький (за Миколою Гоголем) — Голова, кум Чуба;
- «Голий король» Євген Шварц — Король;
- «Украдене щастя» Іван Франко — Олекса Бабич, селянин;
- «Марія Заньковецька» І. Рябокляч — студент;
- «Звичайна горошина» В. Данилевич — король;
- «Безталанна» І. Карпенко-Карий — перший староста;
- «Діти Арбату» А. Рибаков — Ковальов;
- «Коза Дереза» М. Лисенко — Дід, Ведмідь;
- «Маруся Чурай» Л. Костенко — Фесько;
- «Ой, радуйся, земле» — солдат, Ірод;
- «Згадайте, братія моя» за Т. Шевченком — вартовий;
- «Нарий Малахій» М. Куліш — санітар;
- «Чорна пантера» В. Винниченко — Гарсон;
- «Павло Полуботок» К. Буревій — г. Толстой;
- «Пан Коцький» М. Лисенко — Коцький;
- «Орфеєве чудо» Леся Українка — раб;
- «Мотря» за Б. Лепким — лікар;
- «Біда навчить» Б. Стельмах — Нероба;
- «Не вбий» за Б. Лепким — Шафіров;
- «Макбет» В. Шекспір — вбивця;
- «Батурин» за Б. Лепким — наймит;
- «Василь Свистун» В. Герасимчук — кухар Малай;
- «Житейське море» І. Карпенко-Карий — Кругляков;
- «Котигорошко» М. Кропивницький — Той, що їсть;
- «По щучому велінню» М. Кропивницький — дід, циган;
- «Ромео і Джульєтта» В. Шекспір — стражник, Петро;
- «На межі» Леся Українка — германець;
- «Шаріка» Я. Барнич — січовий стрілець, Гаврило;
- «В обіймах золотої мли» М. Рильський — масові сцени;
- «Звичайна горошина» В. Данилевич, О. Косинський — Імператор;
- «Доки сонце зійде…» М. Кропивницький — парубок;
- «Політ над гніздом Зозулі» К. Кізі, Д. Вассермен — Раклі;
- «Неаполь — місто попелюшок» Н. Ковалик — емігрант;
- «Професіонал» Д. Ковачевич — абсолютно нормальний псих;
- «Микита Кожум'яка» О. Олесь — другий воєвода;
- «Анатоль» А. Шніцлер — Макс;
- «Кайдашева сім'я» І. Нечуй-Левицький — кум;
- «Любовний друг» Гі де Мопассан — Шарль Форестьєр;
- «Романтики» Едмон Ростан — Паскіно;
- «Любов і мундир» Ф. Мольнар — Крехіль;
- «Серенада для судженої» за Оленою Пчілкою та С. Мрожеком — Перепелиця, півень;
- «Хелемські мудреці» М. Гершензон — Реб Нусе;
- «Сава Чалий» І. Карпенко-Карий — Яворський;
- «Різдвяний концерт» — господар;
- «Журавлине пір'ячко» Д. Кіносіта — Ундзу;
- «Замшевий піджак» С. Стратієв — застряглий в ліфті;
- «Два дні… Дві ночі…» Б. Ревкевич за В. Шекспіром — сержант поліції.[6]

### Фільмографія
- 1992 — «Союз одноногих» — режисер Олександр Столяров, Кіностудія імені Олександра Довженка.
- 1996 — «Час збирати каміння» — режисер Володимир Андрощук, телестудія «Укртелефільм».
- 1996—2003 — «Величне століття. Роксолана» — режисер Борис Небієрідзе, телестудія «Укртелефільм».
- 2004 — «Секонд хенд» — режисер народний артист України Ярослав Лупій, Одеська кіностудія.
- 2006 — «Прорвемся» — режисер Іван Кравчишин.
- 2006 — «Таємниця Маєстро» [Архівовано 1 квітня 2017 у Wayback Machine.] (фільм про Максима Березовського" — режисер Микола Федюк, телестудія «Укртелефільм».
- 2008 — «Владика Андрей», режисер Олесь Янчук, кіностудія «Студія Олесь-фільм».
- 2012 — «З акордеоном у Париж» — режисер Юрій Леута.
- 2013 — «Політ золотої мушки» («Хроніки») — режисер Іван Кравчишин.
- 2013 — «Ломбард» — режисер Любомир Левицький.[7]
- 2018 — «Шляхетні волоцюги» — режисер Олександр Березань.

## Державні нагороди
Заслужений артист України (2014).